# Manuel Feller
Manuel Feller (St. Johann in Tirol, 13 de octubre de 1992) es un deportista austríaco que compite en esquí alpino.
Participó en dos Juegos Olímpicos de Invierno, en los años 2018 y 2022, obteniendo una medalla de plata en Pyeongchang 2018, en la prueba de equipo mixto.
Ganó una medalla de plata en el Campeonato Mundial de Esquí Alpino de 2017, en la prueba de eslalon. En la Copa del Mundo consiguió seis victorias y veintisiete podios en total.

## Palmarés internacional
| Juegos Olímpicos   | Juegos Olímpicos            | Juegos Olímpicos | Juegos Olímpicos |
| Año                | Lugar                       | Medalla          | Prueba           |
| ------------------ | --------------------------- | ---------------- | ---------------- |
| 2018               | Pyeongchang (Corea del Sur) | Medalla de plata | Equipo mixto     |
| Campeonato Mundial |                             |                  |                  |
| Año                | Lugar                       | Medalla          | Prueba           |
| 2017               | Sankt Moritz (Suiza)        | Medalla de plata | Eslalon          |